# Horace (Corneille)
Pour les articles homonymes, voir Horace (homonymie).
Horace est une pièce de théâtre tragique de Pierre Corneille inspirée du combat entre les Horaces et les Curiaces. Elle fut jouée pour la première fois le 19 mai 1640.
La pièce, dédiée au cardinal de Richelieu, compte 1 782 vers (sans compter les quelques vers de la dernière scène que Corneille avait lui-même retranchés en 1660) et fut le second grand succès de Pierre Corneille. Écrite en réponse aux contradicteurs du Cid, la pièce met en scène un personnage encore plus audacieux que Rodrigue, Horace, qui affronte son futur beau-frère et tue sa sœur Camille. Espérant se ménager la bienveillance des critiques et des poètes de son époque, il en fait une lecture chez Boisrobert avant la représentation mais refuse d'apporter les modifications préconisées par ses confrères.
Le sujet est emprunté à Tite-Live, qui le traite dans son Ab Urbe Condita.

## Personnages
1. Tulle, roi de Rome
2. Le vieil Horace, chevalier romain
3. Horace, fils du vieil Horace
4. Curiace, gentilhomme d'Albe et amant de Camille
5. Valère, chevalier romain et amoureux de Camille
6. Sabine, femme d'Horace et sœur de Curiace
7. Camille, amante de Curiace et sœur d'Horace
8. Julie, dame romaine, confidente de Sabine et de Camille
9. Flavian, soldat de l'armée d'Albe
10. Procule, soldat de l'armée de Rome

La scène se déroule à Rome, dans une salle de la maison d'Horace.

## Résumé
La pièce, dont l'action se situe à l'origine de Rome, débute dans une ambiance tragique : la famille romaine des Horaces est unie à la famille albaine des Curiaces. Le jeune Horace est marié à Sabine, jeune fille albaine dont le frère Curiace est fiancé à Camille, sœur d'Horace. La guerre fratricide qui éclate entre les deux villes rompt cette harmonie. Pour en finir, chaque ville désigne trois champions qui se battront en combat singulier pour décider qui devra l'emporter. Contre toute attente, le sort désigne les trois frères Horace pour Rome et les trois frères Curiace pour Albe. Horace, étonné, ne s'attendait pas à un si grand honneur. Les amis se retrouvent ainsi face à face, avec des cas de conscience résolus différemment : alors qu'Horace est emporté par son devoir patriotique, Curiace se lamente de son destin si cruel.
Même le peuple est ému  voir ces six jeunes gens, pourtant étroitement liés, combattre pour le salut de leur patrie. Mais le destin en a décidé ainsi. Lors du combat, deux Horaces sont rapidement tués et le dernier, héros de la pièce, doit donc affronter seul les trois Curiaces blessés ; mêlant la ruse et l'audace, en faisant d'abord semblant de fuir pour éviter de les affronter ensemble puis en les attaquant, il va pourtant les tuer un par un et remporter ainsi ce combat.
Dans cette tragédie, Horace, un soldat romain, se trouve contraint de combattre les Curiaces, dont l’un est fiancé à sa sœur, Camille. Après sa victoire, Horace tue sa sœur, qui pleure la mort de son fiancé ennemi. Le roi, jugeant son acte, met en lumière les enjeux de la justice et de l’honneur. Cette pièce soulève des questions sur les conflits entre devoir militaire et sentiments familiaux.

### Acte I
Scènes 1 et 2
Albe-la-Longue et Rome, cités sœurs et voisines, sont en guerre. L'Albaine Sabine est mariée à un Romain de noble famille, Horace ; Camille, sœur d'Horace, est, de son côté, fiancée à un noble albain, Curiace, frère de Sabine. Situation atroce, causée par la guerre, que viennent déplorer les deux femmes tour à tour à leur confidente commune, Julie, femme romaine. Julie conseille à Camille de quitter Curiace et d'avoir pour amant Valère.
Scène 3
Curiace annonce que la mêlée générale n'aura pas lieu ; six guerriers décideront à eux seuls par les armes de l'issue de la guerre et du destin de leurs villes respectives ; trois seront les champions d'Albe, trois ceux de Rome. À l'issue du combat, le pays des champions vaincus se soumettra au pays des vainqueurs, du reste honorables. L'espoir semble renaître : Camille pourra enfin jouir de son amour avec Curiace...

### Acte II
Scène 1
Horace et ses frères ont été choisis pour défendre Rome lors du combat qui décidera du sort des deux cités. Curiace est partagé entre son désir de voir Albe victorieuse, et sa peur de voir mourir son beau-frère et ami.
Scène 2
Flavian vient annoncer à Coriace que lui et ses frères ont été choisis pour défendre Albe. Curiace dit être étonné et ne se croyant pas assez fort mais il accepte.
Scène 3
Horace et Curiace, malgré la crainte qu'ils ont de devoir s'affronter, sont fiers de défendre leurs cités respectives, et l'honneur qui les attend dépasse leurs liens d'amitié et de famille.
Scène 4
Camille entre en scène, et pleure. Elle déplore le choix des chefs de guerre. Horace lui demande d'accepter le sort, et de ne pas maudire le vainqueur, quel qu'il soit.
Scène 5
Restée seule auprès de son amant Curiace, Camille pleure leur sort funeste. Curiace s'attendrit, puis, en renonçant à l'amour de son amante, décide d'accomplir son devoir.
Scène 6
Horace, Sabine, Curiace et Camille s'adressent des adieux mutuels. Sabine déplore leur situation, Curiace et Horace en sont ébranlés. Camille raille ironiquement leur attendrissement, mais Horace s'en défend.
Scène 7
Le vieil Horace entre et reproche leur attendrissement aux deux guerriers. Sabine, éplorée, sort en compagnie de Camille.
Scène 8
Le vieil Horace demande à Horace et Curiace d'accomplir sans délai leur devoir. Horace lui enjoint d'empêcher les femmes d'assister au combat.

### Acte III
Scène 1
Sabine ne sait qu'espérer entre la victoire de Rome et celle d'Albe. Au désespoir, elle invoque les dieux et leur reproche leur cruauté.
Scène 2
Julie vient lui annoncer que la décision des chefs a été contestée, que les combattants ont été séparés, et qu'il a été décidé de consulter les dieux pour savoir si le combat doit avoir lieu ou non. Sabine y voit une réponse des dieux à ses prières.
Scène 3
Camille entre. Elle ne voit dans cet événement qu'un suicide. Selon elle, la volonté des dieux est aussi celle des princes, elle pense donc que le combat aura lieu. Julie part aux nouvelles.
Scène 4
Sabine et Camille soupirent toutes deux et prétendent chacune subir de plus grands maux que l'autre. Sabine dit que Camille peut changer d'amant si Curiace meurt, tandis qu'elle doit fidélité à son mari Horace. Camille lui rétorque qu'elle ne connaît pas l'amour, qui ne peut être estompé par la seule volonté.
Scène 5
Le vieil Horace vient annoncer la décision des dieux : le combat aura lieu. Sabine pleure. Le vieil Horace loue la grandeur de Rome et espère sa victoire.
Scène 6
Julie annonce la défaite de Rome. Seul Horace a survécu, et a pris la fuite. Le vieil Horace s'emporte contre la lâcheté de son fils de nerd.

### Acte IV
Scène 1
Le vieil Horace, toujours en colère, critique encore le manque de courage de son fils. Camille essaie en vain de tempérer les ardeurs du vieillard.
Scène 2
Valère entre en scène et raconte le véritable dénouement du combat : Horace, en prenant la fuite, a cherché à fatiguer ses adversaires pour les affronter un par un. Les ayant tous vaincus, il a donné la victoire à Rome. Le vieil Horace loue le courage de son fils. Valère se retire en annonçant la venue prochaine du roi.
Scène 3
Le vieil Horace reproche à sa fille Camille de pleurer et lui demande d'accepter le sort et de se montrer heureuse de la victoire de Rome en participant aux cérémonies en l'honneur d'Horace.
Scène 4
Camille, restée seule, se lamente du sort cruel qui s'acharne sur elle, et décide de se montrer indigne de son frère et de son père en ne respectant pas le vainqueur et en offensant sa victoire.
Scène 5
Horace entre et demande à sa sœur de se montrer respectueuse de sa victoire. Mais Camille ne lui rend que des pleurs. Horace, offensé et la jugeant traître à sa patrie puisqu'elle pleure un ennemi de Rome, la tue.
Scène 6
Procule, soldat romain ayant assisté à la scène, s'indigne de ce crime. Horace prétend avoir fait là un acte de justice.
Scène 7
Sabine entre en scène et lui demande de la tuer à son tour. Horace ne répond pas à sa demande et lui demande au contraire de participer à sa gloire. Sabine lui reproche son insensibilité, et lui demande à nouveau la mort pour châtiment de ses pleurs, ou pour grâce, en mettant fin à ses souffrances. Horace déplore la capacité des femmes à émouvoir, et sort de scène de peur de prendre pitié. Sabine restée seule annonce sa volonté de se suicider.

### Acte V
Scène 1
Le vieil Horace désapprouve le crime d'Horace, mais également l'attitude de Camille qui s'est montrée traîtresse à sa patrie en pleurant Curiace. Horace, honteux de son meurtre et ne souhaitant pas déshonorer sa famille, demande à être puni de mort par son père. Mais celui-ci ne veut pas se résoudre à un tel châtiment.
Scène 2
Le roi Tulle entre et vient honorer Horace, tout en plaignant le vieil Horace pour la mort de sa fille Camille. Valère, qui aimait Camille, demande au roi de punir Horace. Tulle écoute son plaidoyer, puis la défense d'Horace : celui-ci demande la mort en châtiment, de manière que son crime ne souille pas sa gloire.
Scène 3
Sabine entre en scène et demande la mort pour expier le crime de son mari et apaiser la colère des dieux. Le vieil Horace prend la parole et dit à Sabine que ses frères défunts désavoueraient ses larmes. Puis il dit au Roi et à Valère que le meurtre de Camille ne concerne que leur famille, et qu'Horace est un appui dont Rome ne peut se priver. Tulle, convaincu par le discours du vieil Horace, considère la bravoure d'Horace plus grande que son crime (bien qu'il désapprouve ce dernier) et lui demande de ne pas haïr Valère. À Sabine, il demande de sécher ses pleurs, et veut que le lendemain soient inhumés en un même tombeau Camille et Curiace.

## Une énigme
Comme le rappelait Bernard Pivot dans une de ses chroniques de Lire, cette pièce contient une curiosité. Dans l'acte II, scène 3, dans l'une des interventions où Horace évoque le dilemme auquel il est confronté, une suite de 7 vers présente un acrostiche. Si on lit la première lettre de chacun de ces 7 vers, l'une à la suite de l'autre, on obtient deux mots : S A L E C U L !
HORACE
(…)
S'attacher au combat contre un autre soi-même,
Attaquer un parti qui prend pour défenseur
Le frère d'une femme et l'amant d'une sœur,
Et rompant tous ces nœuds, s'armer pour la patrie
Contre un sang qu'on voudrait racheter de sa vie,
Une telle vertu n'appartenait qu'à nous ;
L'éclat de son grand nom lui fait peu de jaloux …
(…)
Une telle grossièreté, sous la plume de Corneille, est tout à fait surprenante. Le premier à  la rapporter fut Hubert Gignoux, qui la découvrit en mettant en scène la pièce au centre Dramatique de l'Est (1962). Dans un texte intitulé Pour Corneille (1988), il s'interroge sur cette incongruité. Fruit du hasard, ou malice de l'auteur ? B. Pivot souligne qu'elle avait seulement « une chance sur 1045 milliards de surgir en un point quelconque de la tragédie » ! Après avoir noté qu' « ayant soumis le problème à  d'éminents spécialistes de Corneille (Bernard Dort, Georges Couton), Hubert Gignoux avance d'ingénieuses hypothèses qui n'emportent cependant pas la conviction », il conclut : « Le « Sale Cul » de Corneille restera probablement à jamais une belle énigme littéraire. »

## Musique
- Les Horaces, tragédie lyrique de Antonio Salieri (1786)
- Gli Orazi e i Curiazi (en), tragedia per musica de Domenico Cimarosa (1796)
- Orazi e Curiazi, tragedia lirica de Saverio Mercadante (1846)
- Scène d'Horace, opus 10 pour soprano, baryton et piano de Camille Saint-Saëns (1860 date de composition, 1861 date de publication )
- Musique de scène de André Jolivet (1947)